# Teiul Edignei

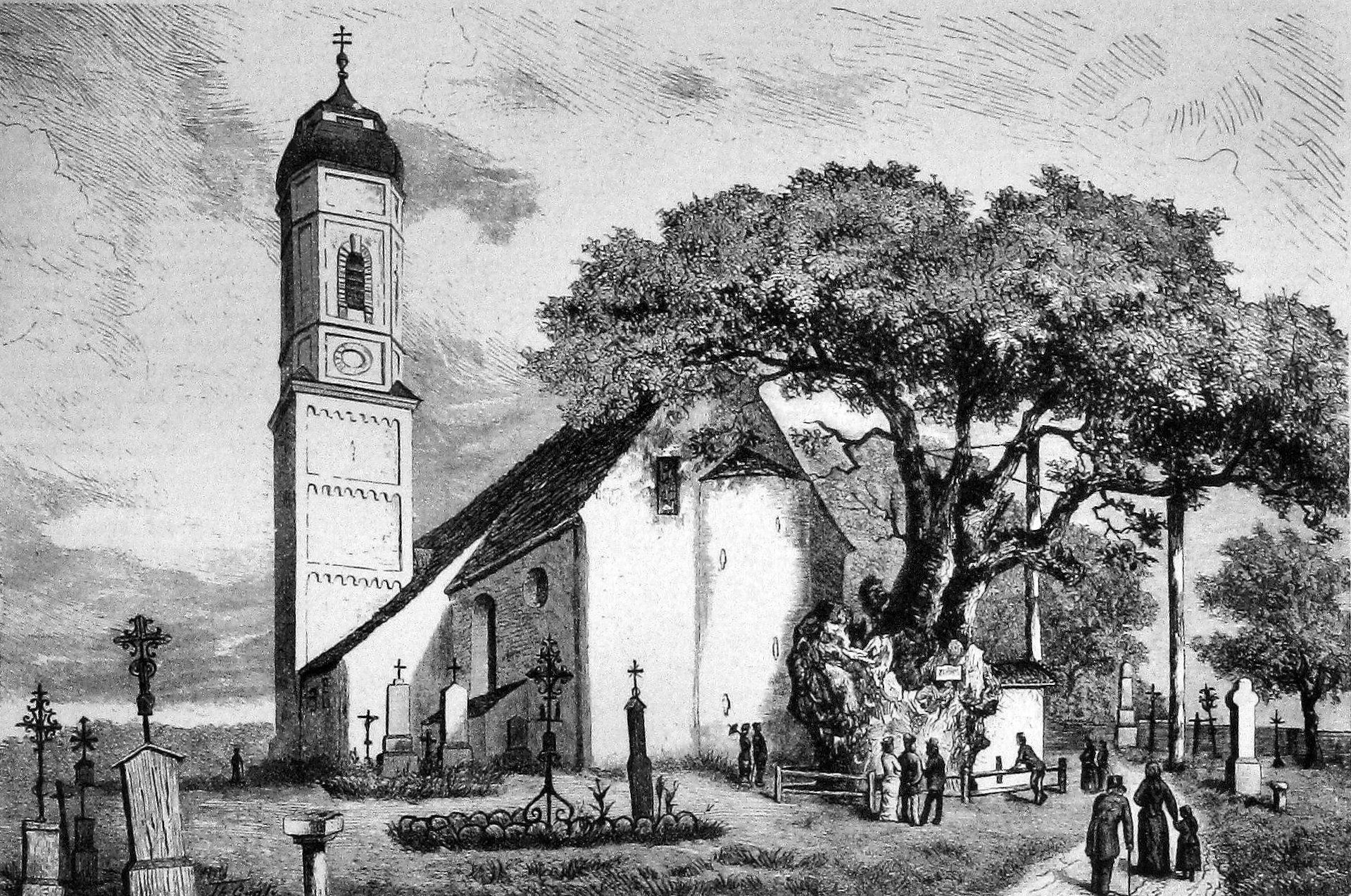
Teiul Edignei

Teiul Edignei numit și „Teiul de 1000 de ani” este un tei cu frunza mare (Tilia platyphyllos) care se află în cimitirul de lângă biserica Sankt Sebastian din Puch, un cartier al orașului Fürstenfeldbruck, Bavaria, Germania. Arborele care este declarat monument al naturii se apreciază că are vârsta între 500 și 1200 de ani. Numele teiului provine după numele sfintei Edigna von Puch, care a trăit prin secolul XI în Bavaria. Conform legendei, Edigna a fost fiica regelui Henric I al Franței, ea s-a refugiat în Bavaria, unde a căutat să scape de căsătoria forțată, plănuită de tatăl ei. Ea ar fi trăit timp de 35 de ani o viață de sihastru în scorbura unui arbore. O serie de icoane religioase o prezintă pe eremita Edigna în scorbura unui arbore.